# 학도병 (제2차 세계 대전)
학도병(學徒兵) 또는 학병(學兵)은 제2차 세계 대전 당시 일본군에 의해 강제 또는 자발적으로 징집되어 태평양 전쟁 또는 제2차 세계대전에 참전한 일본 제국과 그 식민지였던 한국, 대만 등의 학생 신분으로 전쟁에 참전한 병사를 의미한다.

## 한국인 학도병

### 배경
일제강점기 시대 학도병은 일본에 의해 강제로 징집된 학도병이 있다. 1941년 일본은 많은 국가를 식민지로 삼으려 하나 서양 열강의 반대로 태평양 전쟁을 일으킨다. 이미 1937년부터 중일 전쟁을 하는 중이기도 했다. 이들은 전투에 투입할 병력이 부족한 상황에 이르렀고, 1943년 10월 대한민국 남학생들 중 입대를 미뤘던 학생들을 대상으로 '조선인 학도지원병 제도'를 도입하게 된다.
당시 만 20세 이상의 남성은 군 복무를 해야했지만, 학업을 마친 후 입대를 하기 위해 이를 연기한 학생들이 많았고, 이를 이용하여 일본은 언제든지 군사력을 보충할 수 있는 조선인 학도지원병 제도를 만든 것이다.

학병권유문의 조작에 대한 내용 관련 기사

신문에 쓰인 학병권유문

### 시행
명칭은 조선인 학도'지원병' 제도였으나 강제로 학생을 동원하는 경우가 많았다. 학도병의 대상이 되는 학생의 집에 찾아가 가족들을 협박하기도 하며, 전문학교 이상의 학교에 학도병 지원수를 지정해주어 이를 채울 것을 강요하기도 했다. 그들의 학도병 지원을 유도하기 위해 학도병의 훌륭함에 관한 기사를 신문에 강제로 싣게 하는 모습도 있었다.
6203명의 대상자 가운데 4385명이 1943년에 해당 제도를 실시하여 1944년에 전선에 배치되었다고 추정한다. 일본, 중국, 한반도 등 각지로 흩어졌으며, 이들 중 "일본을 위해 싸우지 않겠다."라며 반대한 학생들은 탄광이나 시멘트 공장 등으로 끌려갔다.
그들은 전문적인 군이 아닌 학도병이었기 때문에 제대로 된 군사훈련을 받지 못한 채 전선에 투입되곤 했다. 목숨을 잃기도 쉬운 상황이었고, 시기상 '조선인'이라는 이유로 차별받기도 했다.

### 결과
많은 수의 학생들이 일본에 의해 학도병이 되었으나, 준비되지 않은 그들에게 전쟁은 정신적, 신체적 충격이 되었고 사회로 돌아간 후에도 학교를 다니지 못하는 경우도 적지 않았다. 학도병 생활을 버티지 못하고 군부대에서 탈출한 학도병들도 있었으며 중국 쉬저우에 있던 한 학도병은 부대를 빠져나가 충칭에 있는 대한민국 임시정부를 찾아 광복군으로 들어가기도 했다. 약 43명의 학도병이 일본군 부대에서 탈출하여 광복군에 들어갔다고 한다.

## 같이 보기
- 학도의용군